# Guhn
Guhn, auch Goonz(e), war eine Masseneinheit (Gewichtsmaß) in Bombay. Das Gold- und Silbergewicht war nur knapp siebenhundertstel preußischen Lots schwer.
- 1 Guhn = 0,00696 Lot = 0,11599 Gramm
- 100 Guhns = 1 Tola